# Mário Ihring
Mário Ihring (Handlová, 13 giugno 1998) è un cestista slovacco.

## Palmarès

### Club
- Campionato polacco: 1

Włocławek: 2017-2018
- Campionato slovacco: 1

Spišská Nová Ves: 2020-2021
- Coppa di Slovacchia: 1

Spišská Nová Ves: 2021

### Individuale
- MVP Playoff Basketbal Slovensko Extraliga: 1

Spišská Nová Ves: 2020-2021